# Pleuraphodius berlandi
Pleuraphodius berlandi är en skalbaggsart som beskrevs av Renaud Maurice Adrien Paulian 1945. Pleuraphodius berlandi ingår i släktet Pleuraphodius och familjen Aphodiidae. Inga underarter finns listade i Catalogue of Life.